# Liste der denkmalgeschützten Objekte in Hardegg (Niederösterreich)
Die Liste der denkmalgeschützten Objekte in Hardegg enthält die 34 denkmalgeschützten, unbeweglichen Objekte der Stadtgemeinde Hardegg.

## Denkmäler
| Foto  |                 | Denkmal                                                                                                 | Standort                                               | Beschreibung | Metadaten |
| ----- | --------------- | --- | ------------------------------------------------------ | --- | --- |
| ja    | Datei hochladen | Gedenktafel J. M. Wartberger HERIS-ID: 15797 Objekt-ID: 12043                                           | neben Felling 7 Standort KG: Felling                   | Die Gedenktafel für Johann Michael Wartberger, den ersten Pfarrer von Felling aus dem Jahr 1763 befindet sich an der Außenseite der Pfarrkirche von Felling. | BDA-Hist.: Q37798481 Status: § 2a Stand der BDA-Liste: 2025-06-30 Name: Gedenktafel J. M. Wartberger GstNr.: 1                                                                                            |
| ja BW | Datei hochladen | Figur heiliger Johannes von Nepomuk HERIS-ID: 15798 Objekt-ID: 12044                                    | Felling 7, in der Nähe Standort KG: Felling            | Die barocke Figur des heiligen Johannes von Nepomuk steht vor der Pfarrkirche von Felling und stammt aus der Mitte des 18. Jahrhunderts. | BDA-Hist.: Q37798489 Status: § 2a Stand der BDA-Liste: 2025-06-30 Name: Figur heiliger Johannes von Nepomuk GstNr.: 1 Felling Statue Johannes Nepomuk                                                     |
| ja    | Datei hochladen | katholische Pfarrkirche hl. Veit HERIS-ID: 15736 Objekt-ID: 11982                                       | gegenüber Hardegg Stadt 36 Standort KG: Hardegg        | Das romanische Langhaus vom Anfang des 13. Jahrhunderts wurde vermutlich Anfang des 14. Jahrhunderts um das Seitenschiff erweitert. An der Nordseite schließt die gotische Sakristei und der barocke Turm aus dem Jahre 1754 an. | BDA-Hist.: Q37796691 Status: § 2a Stand der BDA-Liste: 2025-06-30 Name: katholische Pfarrkirche hl. Veit GstNr.: 1/1 Pfarrkirche Hardegg                                                                  |
| ja    | Datei hochladen | Karner HERIS-ID: 15745 Objekt-ID: 11991                                                                 | bei Hardegg Stadt 36 Standort KG: Hardegg              | Der Karner in Hardegg gilt als ältester Karner in Niederösterreich. Er stammt aus der Zeit zwischen 1150 und 1160. | BDA-Hist.: Q1734101 Status: § 2a Stand der BDA-Liste: 2025-06-30 Name: Karner GstNr.: 1/2 Karner Hardegg                                                                                                  |
| ja    | Datei hochladen | Grabdenkmal Joseph König HERIS-ID: 15734 Objekt-ID: 11980                                               | gegenüber Hardegg Stadt 36 Standort KG: Hardegg        | Grabdenkmal aus Metall aus dem Jahre 1842. | BDA-Hist.: Q37796668 Status: § 2a Stand der BDA-Liste: 2025-06-30 Name: Grabdenkmal Joseph König GstNr.: 1/2 Hardegg Grabdenkmal Joseph König                                                             |
| ja    | Datei hochladen | Burg Hardegg samt Kapelle und Nebengebäude HERIS-ID: 15750 Objekt-ID: 11996                             | Hardegg Stadt 38 Standort KG: Hardegg                  | Um das Jahr 1041 wurde die ausgedehnte mittelalterliche Anlage von den Babenbergern zur Verteidigung der Thayagrenze gegen die nördlichen Nachbarn errichtet. Mehrfach nach Brand, Dreißigjährigem Krieg und Erdbeben um-, aus- und neu aufgebaut. | BDA-Hist.: Q681948 Status: Bescheid Stand der BDA-Liste: 2025-06-30 Name: Burg Hardegg samt Kapelle und Nebengebäude GstNr.: 16/1, 13, 14, 16/2 Burg Hardegg                                              |
| ja    | Datei hochladen | Stadt- bzw. Uhrturm HERIS-ID: 15748 Objekt-ID: 11994                                                    | Hardegg Stadt 39 Standort KG: Hardegg                  | Der im Kern mittelalterliche Wehrturm mit steilem Walmdach war Teil der Befestigungsanlagen und wurde mehrmals – zuletzt 1928 – renoviert. | BDA-Hist.: Q37797262 Status: § 2a Stand der BDA-Liste: 2025-06-30 Name: Stadt- bzw. Uhrturm GstNr.: 92 Hardegg Uhrturm                                                                                    |
| ja    | Datei hochladen | Figur hl. Johannes Nepomuk HERIS-ID: 15743 Objekt-ID: 11989                                             | Hardegg Stadt 39, in der Nähe Standort KG: Hardegg     | Die Statue Johannes Nepomuks steht vor dem Uhrturm beim Zugang zur Burg Hardegg. Datiert ist sie mit 1724. | BDA-Hist.: Q37797051 Status: § 2a Stand der BDA-Liste: 2025-06-30 Name: Figur hl. Johannes Nepomuk GstNr.: 292/11 Hardegg Statue Johannes Nepomuk (Uhrturm)                                               |
| ja BW | Datei hochladen | Anlage Grenzbrücke über die Thaya und Zollhaus samt Freifläche mit Gedenkstein HERIS-ID: 15735seit 2024 | Hardegg Stadt 60, bei Standort KG: Hardegg             | Die Eisenbrücke über die Thaya wurde 1873/74 von der Firma Ignaz Gridl erbaut, das Zollhaus nach dem Ersten Weltkrieg. In das Objekt ist auch ein Gedenkstein einbezogen: ein Findling mit Tafel, die an die Wiedereröffnung 1990 erinnert. | BDA-Hist.: Q2409289 Status: Bescheid Stand der BDA-Liste: 2025-06-30 Name: Anlage Grenzbrücke über die Thaya und Zollhaus samt Freifläche mit Gedenkstein GstNr.: 295/1, 295/2, 310/2 Hardegg Thayabrücke |
| ja    | Datei hochladen | ehemaliges Rathaus, Stadtbibliothek HERIS-ID: 15733 Objekt-ID: 11979                                    | Hardegg Stadt 68 Standort KG: Hardegg                  | Quadratisches zweiachsiges Gebäude mit Satteldach und secessionistischem Dekor. | BDA-Hist.: Q37796624 Status: § 2a Stand der BDA-Liste: 2025-06-30 Name: ehemaliges Rathaus, Stadtbibliothek GstNr.: 292/3 Hardegg Rathaus (ehemaliges)                                                    |
| ja    | Datei hochladen | Brandlesturm HERIS-ID: 15749 Objekt-ID: 11995                                                           | neben Hardegg Stadt 90 Standort KG: Hardegg            | Der mittelalterliche Signalturm mit Schießscharten war Bestandteil der Befestigungsanlagen. | BDA-Hist.: Q37797285 Status: § 2a Stand der BDA-Liste: 2025-06-30 Name: Brandlesturm GstNr.: 137 Hardegg Brandlesturm                                                                                     |
| ja    | Datei hochladen | Stadttor, Eisernes Tor HERIS-ID: 15747 Objekt-ID: 11993                                                 | nordwestlich Hardegg Vorstadt 10 Standort KG: Hardegg  | An der Straße nach Felling findet man die Reste eines Stadttores. | BDA-Hist.: Q37797242 Status: § 2a Stand der BDA-Liste: 2025-06-30 Name: Stadttor, Eisernes Tor GstNr.: 298/2                                                                                              |
| ja    | Datei hochladen | Stadtmauer HERIS-ID: 31636 Objekt-ID: 28615                                                             | Standort KG: Hardegg                                   | Reste der mittelalterlichen Befestigung vermutlich aus dem 14. Jahrhundert. | BDA-Hist.: Q37943558 Status: § 2a Stand der BDA-Liste: 2025-06-30 Name: Stadtmauer GstNr.: 2, 3, 4, 92, 137, 298/2, 1/2                                                                                   |
| ja    | Datei hochladen | Wegkapelle HERIS-ID: 15800 Objekt-ID: 12046                                                             | Heufurth 54, in der Nähe Standort KG: Heufurth         | Der Bildstock am östlichen Ortsende von Heufurth ist ein dreieckübergiebelter Breitpfeiler mit einer Rundbogennische. | BDA-Hist.: Q37798500 Status: § 2a Stand der BDA-Liste: 2025-06-30 Name: Wegkapelle GstNr.: 126/1 |
| ja BW | Datei hochladen | Ortskapelle HERIS-ID: 15831 Objekt-ID: 12077                                                            | neben Mallersbach 82 Standort KG: Mallersbach          | Die Ortskapelle von Mallersbach stammt aus der Mitte des 18. Jahrhunderts und besitzt eine eingezogene Rundapsis und einen Dachreiter. | BDA-Hist.: Q37798950 Status: § 2a Stand der BDA-Liste: 2025-06-30 Name: Ortskapelle GstNr.: 39 Mallersbach Kapelle                                                                                        |
| ja    | Datei hochladen | Ortskapelle HERIS-ID: 15795 Objekt-ID: 12041                                                            | bei Merkersdorf 8 Standort KG: Merkersdorf             | Die Ortskapelle von Merkersdorf wurde 1763 mit eingezogener Rundapsis, Dachreiter und Rundbogenfenstern errichtet. | BDA-Hist.: Q37798471 Status: § 2a Stand der BDA-Liste: 2025-06-30 Name: Ortskapelle GstNr.: 25 |
| ja    | Datei hochladen | Bildstock, Lange Marter HERIS-ID: 15744 Objekt-ID: 11990                                                | Standort KG: Merkersdorf                               | Die „Lange Marter“ ist ein mit 1694 bezeichneter Pfeiler mit Quaderaufsatz. Am Pfeiler finden sich Reliefs von Marterwerkzeugen, am Aufsatz Reliefs der Kreuzigung und der heiligen Rochus, Sebastian und Immaculata. | BDA-Hist.: Q37797164 Status: § 2a Stand der BDA-Liste: 2025-06-30 Name: Bildstock, Lange Marter GstNr.: 1144 Lange Marter, Hardegg                                                                        |
| ja    | Datei hochladen | Flur-/Wegkapelle, Kurze Marter HERIS-ID: 15742 Objekt-ID: 11988                                         | Standort KG: Merkersdorf                               | Die „Kurze Marter“ ist ein dreieckübergiebelter Breitpfeiler aus dem Ende des 18. beziehungsweise dem Anfang des 19. Jahrhunderts mit einer Rundbogennische an der Straße von Merkersdorf nach Hardegg. | BDA-Hist.: Q37797031 Status: § 2a Stand der BDA-Liste: 2025-06-30 Name: Flur-/Wegkapelle, Kurze Marter GstNr.: 1317 Kurze Marter, Hardegg                                                                 |
| ja    | Datei hochladen | Pfarrhof HERIS-ID: 15785 Objekt-ID: 12031                                                               | Niederfladnitz 15 Standort KG: Niederfladnitz          | Schlichter eingeschoßiger Bau aus dem Jahre 1912 mit Putzdekor und Rundbogentür. | BDA-Hist.: Q37798375 Status: § 2a Stand der BDA-Liste: 2025-06-30 Name: Pfarrhof GstNr.: 44 Niederfladnitz Pfarrhof                                                                                       |
| ja    | Datei hochladen | Kath. Pfarrkirche Mariae Himmelfahrt HERIS-ID: 15786 Objekt-ID: 12032                                   | neben Niederfladnitz 16 Standort KG: Niederfladnitz    | Um die Mitte des 17. Jahrhunderts entstand der schlichte Saalbau mit Rundbogenfenstern und Putzfeldgliederung. Über einem älteren Kern entstand Ende des 18. Jahrhunderts der Turm mit Sakristei im Erdgeschoß und steilem Pyramidengiebel. | BDA-Hist.: Q37798390 Status: § 2a Stand der BDA-Liste: 2025-06-30 Name: Kath. Pfarrkirche Mariae Himmelfahrt GstNr.: 47/1 Pfarrkirche Niederfladnitz                                                      |
| ja    | Datei hochladen | Anlage Schloss Karlslust HERIS-ID: 111184 Objekt-ID: 128972                                             | Niederfladnitz 100 Standort KG: Niederfladnitz         | Das Jagdschloss liegt in einem ausgedehnten Waldgebiet und war Teil der Herrschaft Kaja-Fladnitz. Der langgestreckte zweigeschoßige fünfzehnachsige Schlosstrakt mit Walmdach und überhöhtem Saaltrakt über einem dreiachsigen Mittelrisalit wurde in den Jahren 1795–1798 in spätbarockem Klassizismus ausgeführt, die Fertigstellung der Gesamtanlage mit Nebengebäuden erfolgte im Jahr 1801. | BDA-Hist.: Q1361692 Status: Bescheid Stand der BDA-Liste: 2025-06-30 Name: Anlage Schloss Karlslust GstNr.: 1343, 1344, 1345 Niederfladnitz Schloss Karlslust                                             |
| ja    | Datei hochladen | Schloss Niederfladnitz HERIS-ID: 15783 Objekt-ID: 12029                                                 | Niederfladnitz 138 Standort KG: Niederfladnitz         | Um einen quadratischen Binnenhof gruppiert sich die unregelmäßige Anlage aus dem 17. Jahrhundert. | BDA-Hist.: Q1712856 Status: § 2a Stand der BDA-Liste: 2025-06-30 Name: Schloss Niederfladnitz GstNr.: 1/2 Niederfladnitz Schloss Niederfladnitz                                                           |
| ja    | Datei hochladen | Bildstock HERIS-ID: 15789 Objekt-ID: 12035                                                              | Standort KG: Niederfladnitz                            | Der Bildstock besteht aus einer teilweise abgefasten Steinsäule und einem Tabernakel mit einer Öffnung. Darauf sitzt ein Steinkreuz mit kleeblattähnlichen Enden. | BDA-Hist.: Q37798433 Status: § 2a Stand der BDA-Liste: 2025-06-30 Name: Bildstock GstNr.: 1405 Niederfladnitz Bildstock (ObjektID: 12035)                                                                 |
| ja    | Datei hochladen | Grabdenkmäler HERIS-ID: 15790 Objekt-ID: 12036                                                          | Standort KG: Niederfladnitz                            | Klassizistische Grabsteine. | BDA-Hist.: Q37798445 Status: § 2a Stand der BDA-Liste: 2025-06-30 Name: Grabdenkmäler GstNr.: 47/2 Niederfladnitz Grabdenkmäler                                                                           |
| ja    | Datei hochladen | Burgruine Kaja HERIS-ID: 15780 Objekt-ID: 12026                                                         | Merkersdorf 86, südöstlich Standort KG: Niederfladnitz | Die hochmittelalterliche Anlage von Bergfried und Palas wurde im Jahre 1196 erstmals urkundlich erwähnt. Die Vorburg mit Torturm stammt aus dem 15. Jahrhundert. | BDA-Hist.: Q1012592 Status: Bescheid Stand der BDA-Liste: 2025-06-30 Name: Burgruine Kaja GstNr.: 1379 Burg Kaja                                                                                          |
| ja    | Datei hochladen | ehemaliger Galgen HERIS-ID: 15782 Objekt-ID: 12028                                                      | Standort KG: Niederfladnitz                            | Im Fladnitzer Wald befindet sich die ehemalige Richtstätte der Stadtherrschaft von Retz. Von den ursprünglich 3 steinernen vierseitigen Galgensäulen von 1727, die seinerzeit mit Holzbalken verbunden waren, sind noch 2 erhalten. | BDA-Hist.: Q37798342 Status: Bescheid Stand der BDA-Liste: 2025-06-30 Name: ehemaliger Galgen GstNr.: 1334 Niederfladnitz Galgen                                                                          |
| ja    | Datei hochladen | Pfarrhof HERIS-ID: 15778 Objekt-ID: 12024                                                               | Pleissing 1 Standort KG: Pleissing                     | Der Pfarrhof von Pleissing stammt aus dem dritten Viertel des 18. Jahrhunderts und ist mit einem hohen Schopfwalmdach gedeckt. | BDA-Hist.: Q37798285 Status: § 2a Stand der BDA-Liste: 2025-06-30 Name: Pfarrhof GstNr.: 12 |
| ja    | Datei hochladen | Figur heiliger Florian HERIS-ID: 15776 Objekt-ID: 12022                                                 | Standort KG: Pleissing                                 | Die Statue des heiligen Florian steht auf einem Volutenpostament vor dem Friedhof von Pleissing und stammt aus der zweiten Hälfte des 19. Jahrhunderts. | BDA-Hist.: Q37798248 Status: § 2a Stand der BDA-Liste: 2025-06-30 Name: Figur heiliger Florian GstNr.: 1676                                                                                               |
| ja    | Datei hochladen | Kath. Pfarrkirche hl. Kunigunde HERIS-ID: 15777 Objekt-ID: 12023                                        | neben Pleissing 2 Standort KG: Pleissing               | Die der heiligen Kunigunde geweihte Pfarrkirche von Pleissing ist ein im Kern gotischer und im Langhaus barockisierender Bau mit eingezogenem gotischen Chor. | BDA-Hist.: Q37798264 Status: § 2a Stand der BDA-Liste: 2025-06-30 Name: Kath. Pfarrkirche hl. Kunigunde GstNr.: 10 Pfarrkirche Pleissing                                                                  |
| ja    | Datei hochladen | Figur heiliger Johannes Nepomuk HERIS-ID: 15779 Objekt-ID: 12025                                        | gegenüber Pleissing 42 Standort KG: Pleissing          | Die von Georg Müller gestiftete Darstellung Johannes Nepomuks stammt aus dem Jahr 1732. | BDA-Hist.: Q37798320 Status: § 2a Stand der BDA-Liste: 2025-06-30 Name: Figur heiliger Johannes Nepomuk GstNr.: 1300/5                                                                                    |
| ja    | Datei hochladen | Schloss Riegersburg HERIS-ID: 15808 Objekt-ID: 12054                                                    | Riegersburg 1 Standort KG: Riegersburg                 | Repräsentativer barocker Vierflügelbau um einen nahezu quadratischen Innenhof, der durch Umgestaltung eines aus dem letzten Viertel des 16. Jahrhunderts stammenden Wasserschlosses nach Plänen von Franz Anton Pilgram zwischen 1730 und 1770 entstand. | BDA-Hist.: Q680943 Status: Bescheid Stand der BDA-Liste: 2025-06-30 Name: Schloss Riegersburg GstNr.: 63 Schloss Riegersburg                                                                              |
| ja    | Datei hochladen | Mariensäule, Maria Immaculata HERIS-ID: 15804 Objekt-ID: 12050                                          | neben Riegersburg 3 Standort KG: Riegersburg           | Auf einem Volutensockel mit zylindrischem Aufbau steht die Statue Maria Immaculata. | BDA-Hist.: Q37798638 Status: § 2a Stand der BDA-Liste: 2025-06-30 Name: Mariensäule, Maria Immaculata GstNr.: 896/1 Riegersburg Mariensäule                                                               |
| ja    | Datei hochladen | ehemalige Windmühle HERIS-ID: 15810 Objekt-ID: 12056                                                    | Riegersburg 71 Standort KG: Riegersburg                | Die von der Straße nach Mallersbach aus sichtbare ehemalige Windmühle von Riegersburg wurde vermutlich um 1800 errichtet und wird als Wohnhaus genutzt. | BDA-Hist.: Q37798730 Status: Bescheid Stand der BDA-Liste: 2025-06-30 Name: ehemalige Windmühle GstNr.: 831/1                                                                                             |
| ja    | Datei hochladen | Bildstock HERIS-ID: 15802 Objekt-ID: 12048                                                              | Standort KG: Riegersburg                               | Vermutlich aus dem 17. Jahrhundert stammt der Bildstock mit Quaderaufsatz und abschließendem Steinkreuz. Auf dem Pfeiler Reliefs der Leidenswerkzeuge, der Aufsatz ist ebenfalls reliefiert. | BDA-Hist.: Q37798571 Status: § 2a Stand der BDA-Liste: 2025-06-30 Name: Bildstock GstNr.: 898 |